# Збручанський культовий центр

Мапа розташування основних городищ Збручанського культового центру.

Збруча́нський ку́льтовий центр — один із найбільших язичницьких релігійних та культурних центрів. Розквіт діяльності, за припущеннями, припадає на IX—XIII століття нового літочислення. 
Основні святилища розташовані на території сучасного Гусятинського району Тернопільської області, на правому березі річки Збруч у Медоборах.

## Історія

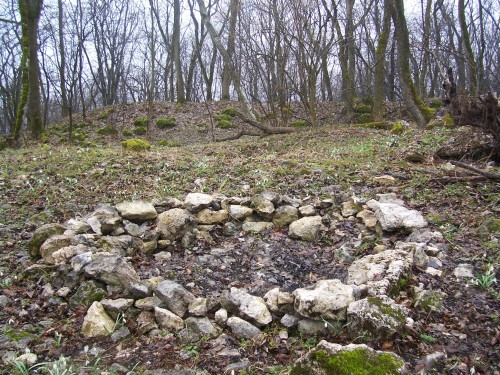
Місце, де колись стояв ідол Святовита, гора Богит

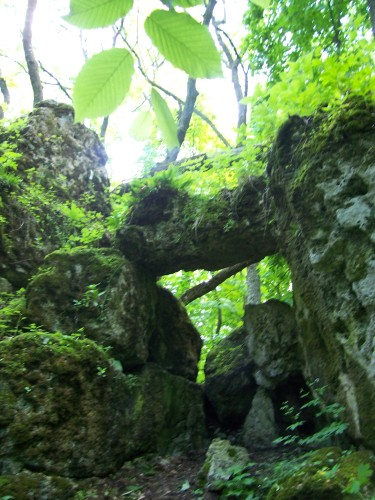
Камінь-дольмен на горі Богит

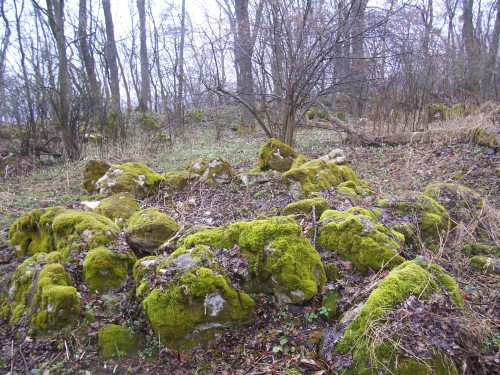
Капище на горі Богит

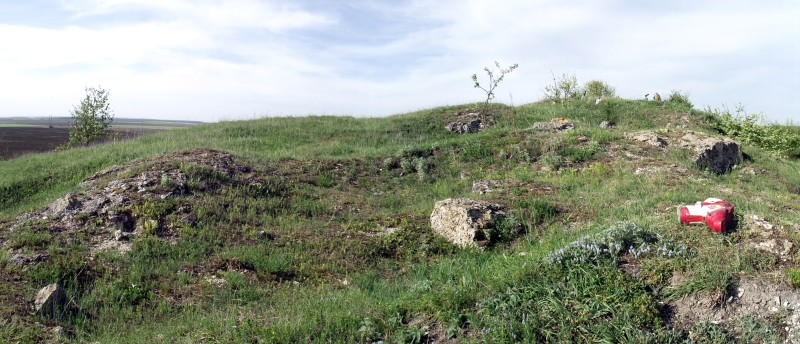
Капище на горі Сабариха

Будівництво Збруцького центру розпочалося на території з цілющими джерелами, де зберігалися ще стародавніші культові пам'ятки:
- городища-сховища Трипільської культури (с. Крутилів),
- Висоцької культури (урочище Замчище),
- земляні вали скіфських часів (городища Богит, Ґовда, Звенигород) та інших культур.

Науковці припускають, що Збручанські святилища взяли на себе функції головного центру язичництва Русі замість ліквідованих Володимиром столичних храмів. Також ці святилища були відомі у слов'янському світі, як і комплекс в Арконі. 
У городищі на горі Богит стояв колись Збруцький ідол Святовита. Там теж виявлений цілий ряд невеликих напівземлянок, довге наземне житло. При підніжжі цього городища-святилища був курганний могильник, а навколо — кілька ранньослов'янських селищ. Саме мешканці цих близьких і далеких селищ піднімалися на священну гору Богит, аби вклонитися встановленому тут образу божому і принести йому дари та жертви. 
На сусідній горі Звенигород виявлені залишки ще одного давньослов'янського святилища з храмом, трьома капищами і жертовними ямами навкруги. На кам'яних п'єдесталах горіли вогні, приносились дари богам. Тут знайдено срібні каблучки, скляні браслети, замки, ключі, сокири, стріли, коси, ножиці. 
Цей центр міг нормально функціювати за умови, що релігійне життя громади буде обслуговуватися професійними волхвами і жерцями. І хоча, на думку археологів, святиня Святовита на горі Богит занепала в ХІІІ ст., ряд фактів, встановлених при розкопках інших святинь Медоборів (гора Рожаниця, узгір'я Баба, Триніг, Старий Кут, гора Високий Камінь), дають змогу датувати останні язичницькі богослужіння в Медоборах ще навіть XVII сторіччям. Це цілком імовірно, враховуючи віддаленість храму Святовита та й цілого комплексу інших галицько-подільських капищ від основних центрів християнізації слов'янського світу.

## Основні городища та святині
До Збручанського культового центру входили такі основні вже виявлені городища, храми та цілі комплекси:
- сакральне городище на горі Богит, де стояв ідол Святовита;
- сакральне городище Звенигород;
- сакральне городище Ґовда;
- поселення Бабина долина — супутник Звенигорода;
- гора Рожаниця;
- узгір'я Баба, Триніг, Старий Кут;
- гора Високий Камінь;
- сакральне городище на горі Сабариха

та інші.